# Quillette
Quillette is een internettijdschrift (webzine), in 2015 opgericht door de Australische Claire Lehmann, dat ruimte biedt aan academici en anderen die vinden dat in de wetenschap, aan de universiteiten en in de media de identiteitspolitiek is doorgeslagen, politieke correctheid het debat in de weg staat, vrijheid van meningsuiting afneemt en de wetenschappelijke methode met de voeten wordt getreden.

## Geschiedenis
Claire Lehman, zelf psychologe, begon de website in oktober 2015. Oorspronkelijk trok de website vooral evolutionaire psychologen aan die de theorie bestrijden dat de mens een onbeschreven blad is. Het duurde niet lang voor ook andere onderwerpen - die elders taboe zijn - aan bod kwamen.
De website kreeg bekendheid toen James Damore in 2017 door Google werd ontslagen nadat hij in een memo biologische redenen aanhaalde voor het verschijnsel dat er minder vrouwen dan mannen in de IT-sector werken. Quillette publiceerde een artikel van vier wetenschappers die zijn these ondersteunen. De website crashte daarop door ofwel de grote interesse ofwel een DDos-aanval.
Onder meer wetenschapsfilosoof Maarten Boudry en bioloog/journalist Hidde Boersma publiceerden er stukken.